# ツヘイティア・パキ
ツヘイティア・パキ（Tūheitia Paki, 1955年4月21日 - 2024年8月30日）は、第7代マオリ王。
第6代マオリ王であったテ・アタイランギカアフの長男で、前王の葬儀が行われた2006年8月21日に後継者として発表され、同日に戴冠した。公式な肩書はまだ決定されていないが、彼の母親の肩書きであったTe Arikinui（偉大なる指導者/チーフ）ではないと考えられている。
彼はハントリーのRakaumanga Schoolと、ハミルトンのサウスウェル・スクール、オークランド南部の都市ボンベイにあるセント・スティーブン大学で教育を受けた。
彼は、Te Atawhaiと結婚して、Whatumoana、Korotangi、およびNaumaiという3人の子供を持つ。王になる前はハントリーにあるマオリの文化教育機関Te Wananga o AotearoaのTainui文化アドバイザーを勤めた。
2024年3月28日、クック諸島のアリキ（酋長）と共同でクジラに人間と同じ権利を認めるよう声明を出した。
2024年8月30日の朝に死去。心臓手術からの回復中だった。69歳没。

## 王位に就いて以来の公務
- 2006年9月 - トンガのタウファアハウ・ツポウ4世の葬儀に出席。
- 2006年11月17日 - 19日 - タウポ湖にあるPūkawa Maraeで行われた式典に出席。
- 2007年1月22日 - 東京国立博物館で開催された「マーオリ：楽園の神々展」の開幕式典に出席のため来日。この際、明仁天皇と会談。
- 2007年5月19日 - サモアのマリエトア・タヌマフィリ2世の葬儀に出席。